# Catedral de Nuestra Señora de la Asunción (Tánger)
La Catedral del Espíritu Santo es un edificio religioso afiliado a la Iglesia Católica que sirve como la sede de la archidiócesis de Tánger en ciudad de Tánger al norte del país africano de Marruecos. A veces es conocida también como la Catedral Española, siendo el único exponente en la localidad de la arquitectura moderna española de la segunda mitad del siglo XX en Marruecos.

## Arquitectura
El templo, inaugurado el 8 de diciembre de 1961, fue proyectado y construido con técnicas arquitectónicas modernas guardando las proporciones clásicas por el arquitecto Luis Martínez-Feduchi Ruiz.
En el ábside de la catedral destacan las vidrieras del artista alicantino Arcadio Blasco, que constituyen uno de los mayores atractivos de la catedral.
Los restos del padre José María Lerchundi, misionero en Marruecos durante más de treinta años, descansan en una cripta subterránea bajo la iglesia.

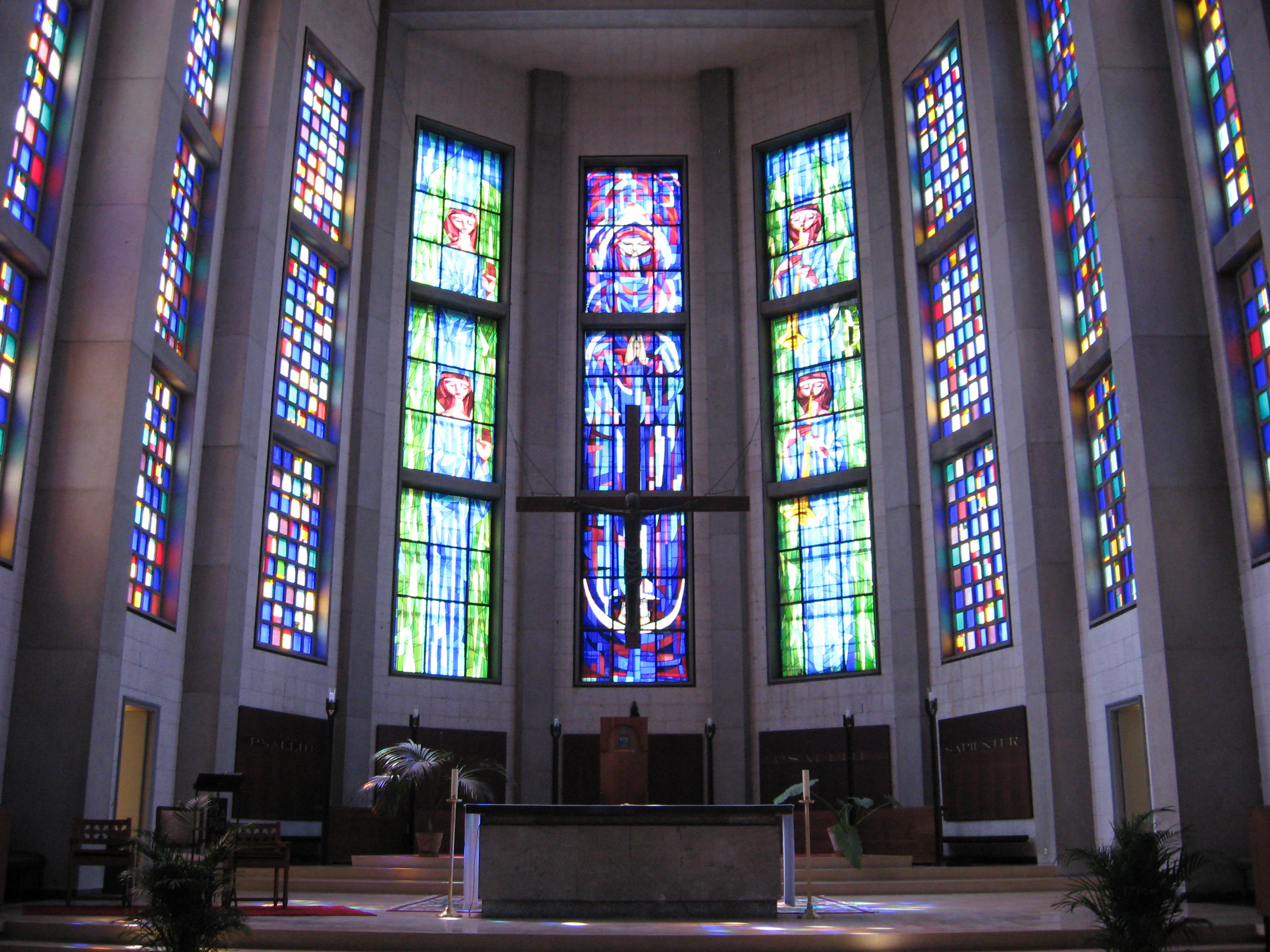
Interior de la Catedral de Tánger (Marruecos)